# Niuatui
Niuatui é uma ilha do atol de Nukufetau, do país de Tuvalu.